# Жанакогам
Жанакогам (каз. Жаңақоғам) — село в Тюлькубасском районе Туркестанской области Казахстана. Входит в состав Машатского сельского округа. Код КАТО — 516053400.

## Население
В 1999 году население села составляло 1120 человек (570 мужчин и 550 женщин). По данным переписи 2009 года, в селе проживало 1247 человек (628 мужчин и 619 женщин).